# Сапёрно-Слободская улица
Сапёрно-Слободская улица (укр. Саперно-Слобідська вулиця) — улица в Голосеевском районе города Киева, местность Саперная Слободка. Пролегает от проспекта Науки до Южного моста.
Присоединяются Большая Китаевская улица, переулки Феодосийский, Ржевский, Свалявский и Литовский, Саперно-Слободской проезд, Стратегическое шоссе и улица Михаила Бойчука.

## История

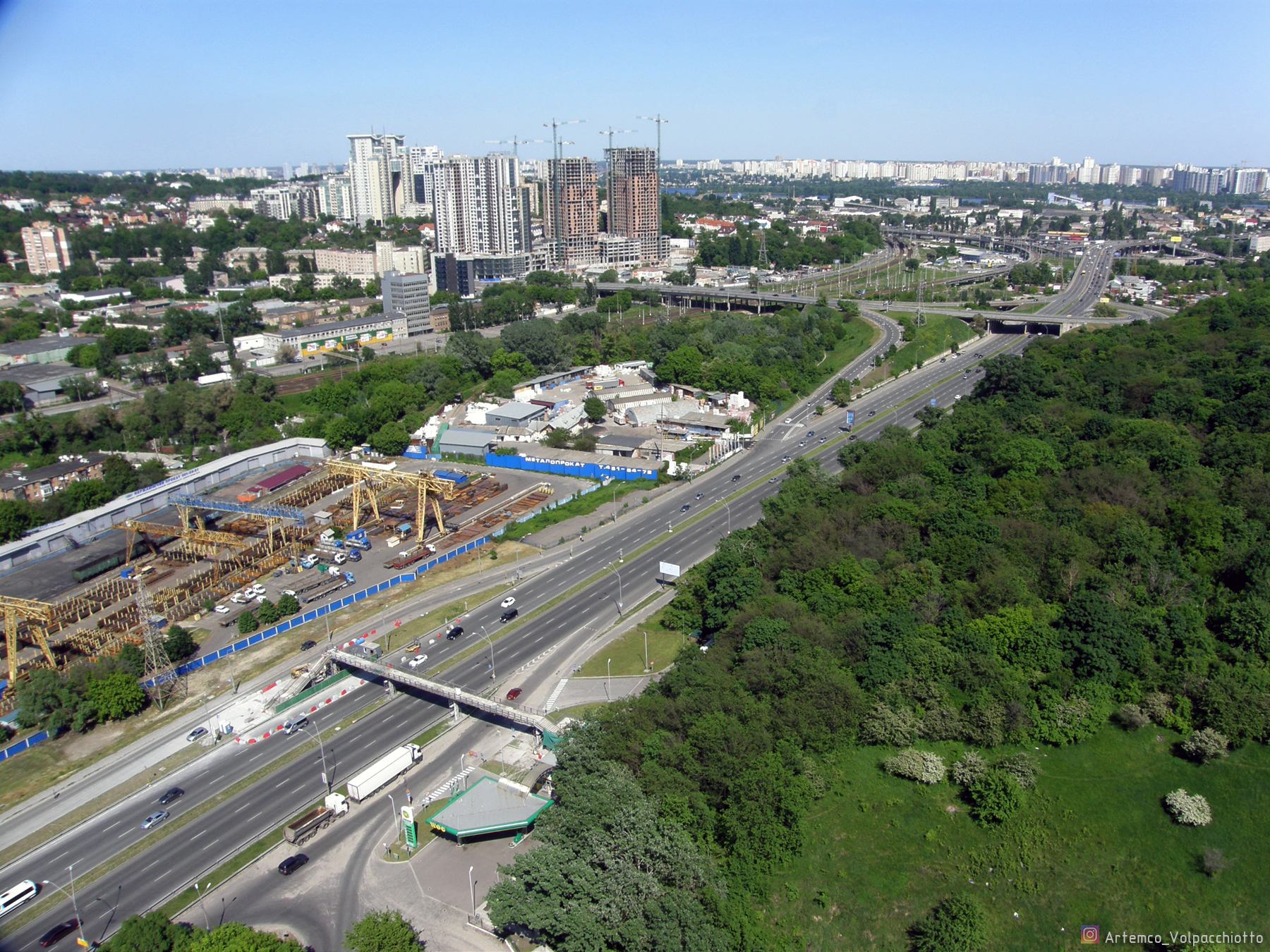

Улица возникла во 2-й половине XIX века под нынешним названием как главная улица Саперной Слободки. Застраивалась преимущественно небольшими одноэтажными домами. На рубеже XIX—XX веков среди одноэтажной, в основном деревянной застройки, кое-где были построены кирпичные двухэтажные дома.
В конце 1980-х годов улица полностью перепланирована — к тому неширокая улица превращена в скоростную 6-полосную магистраль, при этом вся историческая застройка была снесена. Тогда же улица была удлинена — первоначально она простиралась до Стратегического шоссе.
В 2018 году власти Киева разрешили в тёплое время года проезд на скорости до 80 км/ч по 17 улицам города. Среди них была Саперно-Слободская улица.